# Illite
L'illite è un minerale appartenente ai minerali argillosi A, sottogruppo dei fillosilicati. Più propriamente con questo nome viene designata una serie di minerali i cui estremi non sono ancora stati completamente caratterizzati.

## Origine e giacitura
È un minerale a strati misti nel quale si succedono senza alcuna regola strati tipo montmorillonite e strati tipo muscovite; in realtà questi ultimi non sono esattamente uguali a quelli della muscovite e perciò son detti anche strati tipo illite; per quanto sia permessa un'ampia variazione, si hanno in media due strati tipo muscovite per un tipo di montmorillonite che di solito è il k. L'illite forma lamelle incolore che non superano un micron. È un minerale comunissimo, il costituente più abbondante di quasi tutte le argille.

## Uso alimentare
L'illite è utilizzata, come altri minerali delle argille, per favorire il buon funzionamento del sistema enterico, apparentemente fin da epoche antichissime. Al contrario di altri minerali delle argille, l'illite non si "gonfia" al contatto con l'acqua ed è in grado di assorbire e rilasciare minerali nell'intestino. Sebbene i dati siano in tutti i casi insufficienti, più che altro per carenza di studi, almeno alcuni degli altri effetti sulla fisiologia o sulla salute attribuiti all'illite non sembrano basati su evidenze scientifiche o su di una tradizione consolidata.
In alcuni casi, la cosiddetta "argilla verde" è in buona parte costituita da illite.